# کارن هاردینگ
کارن هاردینگ (به انگلیسی: Karen Harding) (زاده ۱۹۹۱) خواننده انگلیسی اهل کانتی دورام است. او اولین تک آهنگ خود را با نام "Say Something" در ژانویه 2015 منتشر کرد. این آهنگ در رتبه هفتم جدول تک آهنگ های بریتانیا قرار گرفت.